# Hans Zimmer
Hans Florian Zimmer (Frankfurt na Majni, 12. rujna 1957.), njemački skladatelj i glazbeni producent.

## Životopis
Hans Zimmer je odrastao i školovao se u Njemačkoj i Engleskoj, gdje je pohađao privatnu školu Hurtwood House (Dorking, Surrey). Glazbenu je karijeru započeo kao klavijaturist, surađujući s novovalnim sastavima The Buggles, Krisma i Helden. Živeći u Londonu, u studiju tvrtke Air-Edel Associates skladao je glazbu za reklame i radijske jingleove. 1980-ih upoznaje poznatoga engleskoga skladatelja filmske glazbe Stanleya Myersa, od kojega je mnogo naučio o skladanju glazbe za simfonijski orkestar. Zimmer i Myers zajedno su skladali glazbu za nekoliko filmova: Moonlighting (1982), Uspjeh je najbolja osveta (Success is the Best Revenge,1984), Beznačajnost (Insignificance, 1985) i Moja lijepa praonica (My Beautiful Laundrette, 1985).
Glazbom za film Terminal Exposure (1987) Zimmer postiže svoj prvi samostalni i zapaženi uspjeh. Prekretnica ka njegovim novim značajnim postignućima na području filmske glazbe bile su partiture za filmove Kišni čovjek (Rain Man, 1988) i Vozeći gospođicu Daisy (Driving Miss Daisy, 1989). Njegovu glazbu karakterizira spretno kombiniranje elektroničkih zvukova sa zvukovnim mogućnostima tradicionalnoga simfonijskog orkestra. Do danas je skladao glazbu za više od stotinu filmova, od kojih su mnogi nagrađeni Oscarima: Kralj lavova (The Lion King, 1994), Grimizna plima (Crimson Tide, 1995), Gladijator (Gladiator, 2000), Posljednji samuraj (The Last Samurai, 2003), Vitez tame (The Dark Knight, 2008) i Početak (Inception, 2010). Dobitnik je i četiri Grammya, dva Zlatna globusa, nagrade Britanske akademije za filmsku i televizijsku umjetnost (BAFTA), nagrade Classical BRIT te nagrade Satelitte. 2010. dobio je svoju zvijezdu u holivudskoj Ulici slavnih (Hollywood Walk of Fame), a godinu dana kasnije i u Boulevard der Stars u Berlinu.
Upravitelj je glazbenoga odjela filmskog studija DreamWorks, ali rado surađuje i s brojnim drugim aranžerima i skladateljima koje je okupio u vlastitoj glazbenoj produkcijskoj kući Remote Control Productions: Harry Gregson-Williams, James Dooley, Geoff Zanelli, Henning Lohner, Steve Jablonsky, Mark Mancina, Klaus Badelt, Lorne Balfe, Stephen Barton, John Van Tongeren i John Powell tek su neki od mnogih njegovih vjernih i vrijednih suradnika. Sa suprugom Suzannom živi u Los Angelesu; otac je četvero djece.

## Najznačajnije nagrade
- 1994. Nagrada Oscar za najbolju originalnu glazbu u animiranom filmu Kralj lavova.
- 1995. Zlatni globus za glazbu u animiranom filmu Kralj lavova.
- 1995. Grammy za najbolji instrumentalni i vokalni aranžman (Kralj lavova).
- 1995. Grammy za najbolji dječji glazbeni album (Kralj lavova).
- 1996. Grammy za najbolju glazbu u filmu Grimizna plima.
- 1996. Nagrada Richard Kirk BMI-a (Broadcast Music, Inc.) za životno djelo.
- 1999. Nagrada Satellite za glazbu u filmu Tanka crvena linija.
- 2000. Nagrada BFCA (Broadcast Film Critics Association) za glazbu u filmu Gladijator.
- 2001. Zlatni globus za glazbu u filmu Gladijator.
- 2001. Nagrada Satellite za glazbu u filmu Gladijator.
- 2003. Nagrada Frederick Loewe na Međunarodnom filmskom festivalu u Palm Springsu.
- 2003. Nagrada NBR-a (National Board of Review) za životno djelo.
- 2003. Nagrada Henry Mancini ASCAP-a (American Society of Composers, Authors and Publishers) za životno djelo.
- 2004. Nagrada Satellite za glazbu u filmu Posljednji samuraj.
- 2008. Nagrada Saturn za najbolju glazbu u filmu Vitez tame (zajedno s Jamesom Newtonom Howardom).
- 2008. Nagrada Classical BRIT za najbolju glazbu u filmu Vitez tame (zajedno s Jamesom Newtonom Howardom).
- 2009. Grammy za najbolju glazbu u filmu Vitez tame (zajedno s Jamesom Newtonom Howardom).
- 2010. Nagrada Saturn za najbolju glazbu u filmu Početak.
- 2011. Nagrada World Soundtrack za najbolju originalnu glazbu u filmu Početak.
- 2011. Nagrada WAFCA (Washington D.C. Area Film Critics Association) za glazbu u filmu Početak.

## Glazba za računalne igre i videoigre
- 2009. Call of Duty: Modern Warfare 2 u suradnji s Lorneom Balfeom.
- 2011. Crysis 2 u suradnji s Lorneom Balfeom, Tilmanom Sillescuom i Borislavom Slavovim.
- 2011. Skylanders Spyro's Adventure u suradnji s Lorneom Balfeom.